# Герб Амвросиевского района
Герб Амвросиевского района Донецкой области Украины был утверждён Решением №IV/11-177 районного Совета от 15 декабря 2003 года. Авторы — Павел Васильевич Чесноков и Сергей Потюгов.
В настоящее время Амвросиевский район — де-юре упразднённое административно-территориальное образование (17 июля 2020 года вошёл в состав нового Донецкого района).

## Описание
Щит пересечен красным и зеленым цветами. На линию пересечения наложен серебряный стенозубчатый пояс. Накрест с поясом наложены два золотых изогнутых бивня мамонта, сходящихся своими остриями в центре щита. Щит увенчан короной из золотых дубовых листьев на золотом обруче с орнаментом по периметру из золотых наклонных овалов, восходящих солнцем из-за листьев, и обрамлен по сторонам слева – цветущими ветвями яблони и злаками пшеницы, справа – подсолнечником и кукурузой. Ветви обвиты красной лентой с надписью золотыми буквами в нижней части «Амвросиевский район»— 

## Символика
Щит герба пересечён горизонтально серебряным зубчатым поясом, который, во-первых, символизирует залежи мергеля, добываемого в районе, а во-вторых, границу между Украиной и Россией. 
Верхнее поле щита красное и символизирует боевые и трудовые победы, силу и мужество. Нижнее поле щита зеленое и символизирует надежду и возрождение, а также сельское хозяйство.
На щит накрест с поясом наложены два золотых изогнутых бивня мамонта, которые сходятся в центре щита своими остриями. Бивни мамонта символизируют Амвросиевское костище — памятник археологии (стоянка древних охотников на зубров), найденный на территории Амвросиевского района.
Слева щит обрамляют цветущие ветви яблони и колосья пшеницы, справа — подсолнечник и кукуруза. Эти растения обвиты красной лентой. Внизу на ленте золотыми буквами написано «Амвросиевский район».
Щит венчает корона из золотых дубовых листьев на золотом обруче. По периметру обруча идёт орнамент из золотых наклонных овалов. Корона из дубовых листьев выбрана из-за того, что по густоте произрастания лесных массивов Амвросиевский район занимает второе место в Донецкой области. Из-за короны восходит солнце, что символизирует расположение района на почти крайнем востоке Украины, из-за чего он одним из первых в стране встречает рассвет.

## Публикации
- «Единственная в мире» — Светлана Платоненко 'Жизнь-Неделя', 29.01.2004, № 14